# La Traversée de Lutèce
La Traversée de Lutèce est le septième tome de la série de bande dessinée Idéfix et les Irréductibles.

## Résumé
- La Traversée de Lutèce
- Vocalises au caveau
- Labienus légionnaire[1]